# Židovský hřbitov ve Starém Městě pod Landštejnem
Židovský hřbitov ve Starém Městě pod Landštejnem, založený před rokem 1610, je situován severně od obce při potoce Pstruhovec. Od roku 1988 je chráněnou kulturní památkou České republiky.
Během 2. světové války byl velmi poškozen nacisty a devastace pokračovala i po ní. Areál s přibližně 170 náhrobních kamenů je volně přístupný. Nejstarší existující náhrobek (Maceva) na hřbitově Židovské obce Starého Města pod Landštejnem pochází z roku 1621.